# Kevan Smith
Kevan Smith (Eaglescliffe, 13 dicembre 1959) è un calciatore inglese, di ruolo difensore.

## Carriera

### Giocatore
Dopo aver giocato nelle giovanili dello Stockton nel 1979, all'età di 20 anni, va a giocare nella quarta divisione inglese al Darlington, con cui esordisce quindi tra i professionisti: rimane ai Quakers per sei stagioni consecutive, tutte in questa categoria, conquistando in breve tempo un posto da titolare e disputando in totale 245 partite di campionato, nelle quali realizza anche 11 reti, contribuendo alla promozione in terza divisione nella stagione 1984-1985, terminata la quale viene ceduto al Rotherham Utd: con i Millers trascorre una stagione e mezzo in terza divisione, segnando 4 reti in 59 presenze in questa categoria, per poi trascorrere una stagione e mezzo in prima divisione al Coventry City: durante la sua permanenza agli Sky Blues pur partecipando alla vittoria della FA Cup 1986-1987 gioca in realtà in modo molto saltuario, disputando in totale solamente 6 partite di campionato, tutte nella stagione 1987-1988, terminata la quale lascia il club per scendere nuovamente in quarta  divisione, questa volta allo York City, dove trascorre una stagione giocando da titolare (31 presenze e 5 reti).
Nell'estate del 1989 fa ritorno al Darlington, appena retrocesso in Conference League (quinta divisione e più alto livello calcistico inglese al di fuori della Football League): la sua seconda esperienza con il club bianconero si protrae fino al termine della stagione 1992-1993 (fatta eccezione per un breve periodo in prestito all'Hereford Utd, con cui nel 1992 gioca 6 partite in quarta divisione), ed è caratterizzata dalla vittoria di due campionati consecutivi dal 1989 al 1991, che portano il club a trascorrere gli anni seguenti in terza divisione.
Nell'estate del 1993, dopo essere stato anche vicino a diventare allenatore del Darlington, va a giocare nella prima divisione maltese agli Sliema Wanderers: la sua permanenza nel club, durante la quale gioca anche una partita nel turno preliminare di Coppa delle Coppe, è però breve, tanto che di fatto trascorre la maggior parte della stagione 1993-1994 giocando nella quarta divisione inglese all'Hereford United, cui cui disputa ulteriori 14 incontri in questa categoria. Va infine a chiudere la carriera giocando per una stagione con i semiprofessionisti del Whitby Town.
In carriera ha totalizzato complessivamente 463 presenze e 25 reti nei campionati della Football League.

### Allenatore
Nella stagione 1997-1998 ha allenato i semiprofessionisti del Crook Town.

## Palmarès

### Club

#### Competizioni nazionali
- Coppa d'Inghilterra: 1

Coventry City: 1986-1987
- Conference League: 1

Darlington: 1989-1990
- Campionato inglese di quarta divisione: 1

Darlington: 1990-1991